# خيط الدم (مسلسل)
خيط الدم هو مسلسل درامي تاريخي حديث تشويق ومغامرات من إنتاج المركز العربي للإنتاج الإعلامي - الأردن، المنتج عدنان العواملة، المنتج التنفيذي طلال العواملة، كتابة جمال أبو حمدان، إخراج نجدت انزور، بطولة جمال سليمان، أمل عرفة، عبد الهادي الصباغ، عارف الطويل، و آخرون.
يقدم المسلسل رواية تاريخية يسردها الجد لحفيده، يسلط فيها الضوء على حقبة من تاريخ سوريا والعالم العربي ابان الاحتلال الفرنسي لهذه المناطق من ملاحقة هذه الدول للمطلوبين للعدالة، محاولين بذلك القضاء على حركة التمرد ضد الاحتلال.

## قصة المسلسل
تدور القصة في قرية يحاول أهلها العيش بسلام، ويهاجر منها الشباب طلبا للرزق لكثرة ما تتعرض له القرية من حملات تفتيش عن حركة التمرد، تاركين أهل القرية يعيشون في قلق على مصيرهم. فهل دام الاستعمار، وهل بقيت تلك القرية نهبا لجبروت أو قوة الطامعين بها في غياب شبابها وأملها، وهل ستظل العصا ممدودة لمن عصى؟ كيف والنبض في القلب ما زال يفصح عن ذاته، وما زالت حمائم القرية وصقورها تلهج باسمها، وحلم رؤيتها نقية صافية عامرة يلوح في أعينهم.. فيتحقق بالأمل والعزم ما أرادوه لها ولهم من رفعة وعزة ومجد.
يؤكد لنا العمل على أن الأمل الذي لا ينطفئ.. يكشف لنا عن أولئك الذين وإن كثرت أموالهم وقوتهم لا بد يوما مندحرون

## بطولة
جمال سليمان، أمل عرفة، عبد الهادي الصباغ، عارف الطويل، رضوان عقيلي، سمر سامي، محمد الطيب، عامر الخفش، و آخرون.